# Десмонд Армстронг
Десмонд Кевін Армстронг (англ. Desmond Kevin Armstrong); нар. 2 листопада 1964, Вашингтон, США) — американський футболіст, захисник, відомий за виступами за збірну США. Учасник чемпіонату світу 1990 року, а також Олімпійських ігор 1988 року.

## Клубна кар'єра
Армстронг почав займатися футболом у віці 11 років. У 1982 році він вступив в Мерілендський університет, де почав грати за футбольну команду. За «Мерілендс Террапінс» провів 78 матчів, забив 28 м'ячів і віддав 18 передач.
Після закінчення університету в 1986 році Десмонд вирішив продовжити кар'єру, виступаючи в Major Indoor Soccer League. До 1991 року він грав у шоубол за «Клівленд Форс» і «Балтімор Бластс». У лютому того ж року Армстронг підписав контракт з бразильським «Сантусом» і став першим американським футболістом, що коли-небудь виступав в Бразилії.
По закінченні сезону Десмонд повернувся в США, де виступав за «Меріленд Бейс». Після відходу з Бейс у тому ж році він активно виступав за національну команду на різних турнірах.
У 1995 році Армстронг спробував реанімувати клубну кар'єру виступаючи за шоубольний «Вашингтон Вартгогс» та роком пізніше за футбольний клуб «Шарлотта Іглз», але після невдалих спроб він закінчив кар'єру.

## Збірна США
У 1987 році в товариському матчі проти збірної Єгипту Армстронг дебютував за збірну США. У 1988 році він у складі національної команди взяв участь в Олімпійських іграх в Сеулі. На турнірі Десмонд був основним футболістом і відіграв у всіх трьох матчах проти збірних збірної Аргентини, Південної Кореї і СРСР.
У 1990 році Армстронг взяв участь у чемпіонаті світу в Італії. На турнірі він взяв участь у всіх трьох матчах проти збірних Австрії, Італії і Чехословаччини.
У 1991 році Десмонд у складі національної команди став володарем Золотого кубка КОНКАКАФ. Він зіграв у чотирьох поєдинках проти Коста-Рики, Гватемали, Тринідаду і Тобаго і Мексики.
У 1993 році Десмонд вдруге взяв участь у розіграші Золотого кубка, але на цей раз задовольнився лише срібними медалями. У тому ж році він також їздив зі збірної на Кубок Америки в Еквадорі.

## Поза футболом
Після закінчення кар'єри Армстронг коментував на каналі ESPN чемпіонат світу 1994 року, а також був спортивним аналітиком ABC Sports. Десмонд брав активну участь у популяції футболу в США, він організував кілька турнірів для незаможних. З 1999 по 2006 рік Армстронг тренував футбольну команду Християнського колежу.

## Досягнення
США
- Володар Золотого кубка КОНКАКАФ: 1991
- Срібний призер Золотого кубка КОНКАКАФ: 1993